# LaGrange, Georgia
LaGrange är en stad i Troup County, Georgia i USA. År 2000 hade staden 24 998 invånare. Från staden kommer bland andra Bubba Sparxxx och Elijah Kelley.
Staden är döpt efter ett landområde nära Paris ägd av Gilbert du Motier, som besökte området där staden ligger år 1825. Idag står han staty i centrala staden.

## Systerstäder
- Poti, Georgien
- Craigavon, Nordirland
- Aso, Japan